# آنر ۲۰ لایت
آنر ۲۰ لایت (به انگلیسی: Honor 20 Lite) یک تلفن هوشمند اندرویدی که در آوریل ۲۰۱۹ توسط شرکت آنر معرفی و عرضه شده است.

## مشخصات
این تلفن هوشمند از نمایشگر IPS، فول-اچ دی و با اندازه ی (۲۳۴۰×۱۰۸۰ پیکسل) استفاده می کند. نمایشگر بیش از ۹۰ درصد از بدنه گوشی را پوشانده است. دوربین اصلی سه‌گانه با کیفیت های ۲۴، ۸ و ۲ مگاپیکسل و دوربین سلفی آن ۳۲ مگاپیکسل می باشد. این گوشی از باتری ۳۴۰۰ میلی‌آمپر ساعت استفاده می کند که با شارژر ۱۰ واتی که دارد تقریباً در ۱۵۰ دقیقه به صورت کامل شارژ می گردد. حافظه داخلی این گوشی ۱۲۸ گیگابایت است و از کارت حافظه تا حداکثر ۵۱۲ گیگابایت نیز پشتیبانی میکند. نسخه سیستم‌عامل اندروید این گوشی ۹ می باشد که امکان بروزرسانی آن به اندروید ۱۰ نیز وجود دارد.